# Marvin Rodríguez
Marvin Rodríguez Ramírez (San José, 25 novembre 1934 – 16 ottobre 2017) è stato un allenatore di calcio e calciatore costaricano, di ruolo centrocampista.

## Carriera

### Club
A livello professionistico ha giocato nel campionato costaricano e in quello guatemalteca.

### Nazionale
Con la Nazionale costaricana ha disputato un'edizione della Gold Cup da CT dopo che in carriera aveva collezionato 43 presenze.